# 플라스틱 트리 (영화)
"플라스틱 트리"는 2003년에 개봉한 대한민국 & 프랑스의 합작 영화이다.

## 캐스팅
- 조은숙 : 원영 역
- 김인권 : 수 역
- 김정현 : 병호 역
- 우봉식 : 주만 역
- 이현지 : 어린 수 역
- 차영옥 : 수의 모 역
- 김영대 : 승용차주인 역
- 윤용준 : 배달원 1 역
- 조명현 : 배달원 2 역
- 공유석 : 배달원 3 역
- 변두환 : 배달원 4 역
- 김무진 : 배달원 5 역
- 박정호 : 배달원 6 역
- 양영정 : A미용실 역
- 백승혜 : B미용실 역
- 김연수 : C미용실조수 1 역
- 김보영 : C미용실조수 2 역
- 정이주 : 슈나우저아줌마 역
- 강지은 : 영화사여직원 역
- 이용우 : 낚시점할아버지 역
- 김경선 : 다방아가씨 역
- 박성호 : 포장마차주인 역
- 손홍주 : 구멍가게주인 역
- 임헌표 : 공원관리인 역
- 박주복 : 시비거는 조수석 역
- 김영태 : 시비거는 조수석 역
- 김윤식 : 중국집 주인 역
- 진예린 : 카페 여종업원 역